# 梅麗莎·梅爾
梅麗莎·安·梅爾（英語：Marissa Ann Mayer，/ˈmaɪər/，1975年5月30日—），美國資訊科技工程師、企業家。

## 生平
畢業於史丹佛大學，符號系統(symbolic systems)學士，資訊工程碩士，專長人工智慧。1999年加入Google公司，是Google第20位員工，也是Google第一位女性工程師。梅麗莎·梅爾在Google工作的13年里曾任职工程师、设计师、产品经理、發言人以及公司副总裁。
2012年7月17日，雅虎（Yahoo）宣布由她出任執行長。在任內先後與微軟（Microsoft）與威訊（Verizon）談判收購事宜，最終於2016年5月正式敲定將雅虎的核心網路部門賣給威訊旗下的Oath公司、核心網路業務之外的其餘資產在2017年6月16日組成Altaba公司。梅爾本人已在交易完成後於2017年6月13日正式從雅虎辭職。
離開雅虎之後，她與多年共事的同事Enrique Munoz Torres共同創辦一家稱為「Lumi Labs」的公司，這家公司座落於加州帕洛阿圖（Palo Alto），將聚焦於人工智慧與消費者媒體（consumer media）。

## 私人生活與家庭
- 2009年，與扎卡里·博格（Zachary Bogue）結婚[8]。
- 2012年10月，產下一子[9][10][11]。
- 2015年12月10日早晨，雙胞胎女兒誕生[12][13]。